# Corymbia stockeri
Corymbia stockeri ist eine Pflanzenart innerhalb der Familie der Myrtengewächse (Myrtaceae).
Sie kommt an der nördlichen Ostküste des australischen Bundesstaats Queensland vor und wird dort „Blotchy Bloodwood“ genannt.

## Beschreibung

### Erscheinungsbild und Blatt
Corymbia stockeri wächst als Baum, der Wuchshöhen bis 12 Meter erreicht. Die Borke verbleibt am Stamm und an den größeren Ästen oder auch an den kleineren Zweigen, ist schachbrettartig und matt rotbraun bis grau-braun. An den oberen Teilen des Baumes ist sie cremeweiß und schält sich in kleinen, vieleckigen Flicken. Im Mark und in der Borke sind Öldrüsen vorhanden.
Bei Corymbia stockeri liegt Heterophyllie vor. Die Laubblätter sind immer in Blattstiel und -spreite gegliedert. Die Blattspreite an jungen Exemplaren ist linealisch und besitzt steife Drüsenhaare. An mittelalten Exemplaren ist die Blattspreite bei einer Länge von etwa 20 cm und einer Breite von etwa 5 cm lanzettlich bis breit-lanzettlich, gerade, ganzrandig und matt grün. Der Blattstiel an erwachsenen Exemplaren ist bei einer Länge von 8 bis 22 mm schmal abgeflacht oder kanalförmig. Die Blattspreite an erwachsenen Exemplaren ist bei einer Länge von 8 bis 18 cm und einer Breite von 1,2 bis 2,8 cm schmal-lanzettlich bis lanzettlich, relativ dünn, manchmal gebogen, mit sich verjüngender Spreitenbasis und bespitztem oberen Ende. Ihre Blattober- und -unterseite ist unterschiedlich matt grün. Die kaum erkennbaren Seitennerven gehen in geringen Abständen in einem stumpfen Winkel vom Mittelnerv ab. Auf jeder Blatthälfte gibt es einen ausgeprägten, durchgängigen, sogenannten Intramarginalnerv; er verläuft in geringem Abstand am Blattrand entlang. Die Keimblätter (Kotyledonen) sind fast kreisförmig.

### Blütenstand und Blüte
Endständig auf einem bei einer Länge von 5 bis 12 mm im Querschnitt stielrunden Blütenstandsschaft steht ein zusammengesetzter Blütenstand, der aus doldigen Teilblütenständen mit jeweils etwa sieben Blüten besteht. Der Blütenstiel ist bei einer Länge von 5 bis 7 mm im Querschnitt stielrund.
Die nicht blau-grün bemehlte oder bereifte Blütenknospe ist bei einer Länge von 5 bis 8 mm und einem Durchmesser von 3 bis 4 mm verkehrt-eiförmig oder birnenförmig. Die Kelchblätter bilden eine Calyptra, die bis zur Blüte (Anthese) erhalten bleibt. Die glatte Calyptra ist konisch, etwa halb so lang wie der glatte Blütenbecher (Hypanthium) und schmäler als dieser. Die Blüten sind weiß oder cremefarben.

### Frucht und Samen
Die gestielte Frucht ist bei einer Länge von 10 bis 17 mm und einem Durchmesser von 8 bis 13 mm kugelig bis eiförmig oder urnenförmig und vierfächerig. Der Diskus ist eingedrückt, die Fruchtfächer sind eingeschlossen.
Der regelmäßige und seitlich abgeflachte, kahn- oder eiförmige Samen besitzt eine netzartige, matte bis seidenmatte, rotbraune Samenschale. Das Hilum befindet sich am oberen Ende des Samens.

## Vorkommen
Das natürliche Verbreitungsgebiet von Corymbia stockeri ist die Ostküste des nördlichen Queensland, von Townsville im Süden bis Kap York im Norden.

## Systematik
Die Erstbeschreibung erfolgte 1987 unter dem Namen (Basionym) Eucalyptus stockeri durch Dennis John Carr und Stella Grace Maisie Carr D.J.Carr & S.G.M.Carr in Eucalyptus II – The rubber cuticle, and other studies of the Corymbosae, S. 288–293. Das Typusmaterial weist die Beschriftung G.C.Stocker 969, 9 Feb. 1973, Stannery Hills, c. 11.2 km S of Muchilba, 17° 13″ 145° 11″  680 m in woodland. Holo: QRS. Iso: BRIS, FRI auf. Das Artepitheton stockeri weist auf den Sammler des Typusmaterials, G. C. Stocker, hin. Die Neukombination zu Corymbia stockeri (D.J.Carr & S.G.M.Carr) K.D.Hill & L.A.S.Johnson erfolgte 1995 unter dem Titel Systematic studies in the eucalypts. 7. A revision of the bloodwoods, genus Corymbia (Myrtaceae) in Telopea, Volume 6 (2–3), S. 286.
Von Corymbia stockeri gibt es zwei Unterarten:
- Corymbia stockeri (D.J.Carr & S.G.M.Carr) K.D.Hill & L.A.S.Johnson subsp. stockeri
- Corymbia stockeri subsp. peninsularis (K.D.Hill & L.A.S.Johnson) Bean, Syn.: Corymbia hylandii subsp. peninsularis K.D.Hill & L.A.S.Johnson.[2][5]